# Acalolepta niasensis
Acalolepta niasensis es una especie de escarabajo longicornio del género Acalolepta, tribu Monochamini, subfamilia Lamiinae. Fue descrita científicamente por Breuning en 1974.
Se distribuye por Indonesia. Mide aproximadamente 15 milímetros de longitud.